# جيمس إي. كيلي
جيمس إي. كيلي (بالإنجليزية: James E. Kelly)‏ هو نحات أمريكي، ولد في 30 يوليو 1855 في نيويورك في الولايات المتحدة، وتوفي بنفس المكان في 25 مايو 1933.